# Nghĩa địa Monterozzi
Nghĩa địa Monterozzi (tiếng Ý: Necropoli dei Monterozzi) là một nghĩa địa của nền văn minh Etrusca nằm trên một ngọn đồi ở phía đông Tarquinia thuộc vùng Lazio, Ý. Tại đây có khoảng 6.000 ngôi mộ, trong đó có những cái có niên đại từ thế kỷ 7 TCN. Khoảng 200 ngôi mộ được trang trí bằng những bức bích họa. Monterozzi được UNESCO công nhận là Di sản thế giới từ năm 2004 như là một địa điểm đáng chú ý về những mô tả cuộc sống hàng ngày thông qua các bức bích họa trong các hầm mộ, nhiều trong số đó là bản sao từ các ngôi nhà của người Etrusca, minh chứng độc đáo về một nền văn hóa đã biến mất.

## Mô tả
Nghĩa địa này có từ thời kỳ đồ sắt, hay là văn hóa Villanovan (thế kỷ 9 TCN) cho đến thời La Mã. Dưới thời Villanovan, các mộ chỉ là những mộ tròn đơn giản để chôn cất sau khi hỏa táng. Tại đây còn rất nhiều những ngôi mộ như vậy.
Đến cuối thế kỷ 8 TCN, những hầm mộ đầu tiên xuất hiện như là mộ của những gia đình quý tộc. Nó xuất hiện dưới dạng các gò chôn cất (Tumulus). Trong thế kỷ 19 vẫn còn khoảng 600 gò chôn cất nhưng sau đó nhiều trong số chúng bị san bằng sau khi khai quật. Ở dưới các gò chôn cất là những hầm mộ ngầm được tạc vào trong đá, bên trong là quách đá và tài sản của người chết, và nhiều trong số đó có các bức tranh tường.
Nhiều quách đá được trang trí với hình ảnh khác nhau và đa số là chúng được làm từ đá cẩm thạch hoặc thạch cao. Có quách được trang trí với hình tượng ngai vàng trên nắp, có cái lại được trang trí bằng hình tượng tượng trưng, hình ảnh thần thoại. Các bức tường của hầm mộ thời kỳ cuối vẽ bằng những con quỷ trong thế giới hộ tống người chết trên hành trình đến thế giới bên kia, những cảnh trong thế giới bên kia, đám rước của các quan âm binh và các biểu tượng khác của các gia đình nổi tiếng được chôn cất.
Một số hầm mộ đáng chú ý nhất có thể kể đến:
- Lăng mộ của Báo, là nơi có những bức bích họa được bảo tồn tốt nhất
- Lăng mộ của Tư tế
- Lăng mộ Săn bắn và Câu cá
- Lăng mộ Triclinium
- Lăng mộ Quỷ Xanh
- Lăng mộ Bò đực
- Lăng mộ Whipping
- Lăng mộ Orcus
- Lăng mộ Bigas